# Gilberto Cabanillas Barrantes
Edu Gilberto Cabanillas Barrantes (Cajamarca, 23 de noviembre de 1944 - Lima, 23 de noviembre del 2011) fue un abogado y político peruano. Fue diputado por Cajamarca por el Partido Aprista Peruano durante el breve periodo 1990-1992.

## Biografía
Nació en la ciudad de Cajamarca, el 20 de noviembre de 1944.
Cursó sus estudios primarios y secundarios en la Gran Unidad Escolar San Ramón de su ciudad natal. Posteriormente, siguió estudios de educación en la Universidad Nacional de Cajamarca y, posteriormente, derecho en la Universidad Nacional de Trujillo. Realizó estudios de posgrado en derecho en la Universidad Nacional Mayor de San Marcos obteniendo el grado de doctor en derecho.
Fue promotor, directivo y docente de la Universidad Privada Antenor Orrego de la ciudad de Trujillo, donde fue decano de la facultad de Derecho y Ciencias Políticas, y de la Universidad Privada Antonio Guillermo Urrelo en Cajamarca.

## Carrera política
Fue miembro del Partido Aprista Peruano desde su época como estudiante.

### Diputado por Cajamarca
Su carrera política la inicio en las elecciones parlamentarias del año 1990 como candidato a la Cámara de Diputados representando a su natal Cajamarca. Fue luego elegido como diputado por Cajamarca para el periodo parlamentario 1990-1995. Sin embargo, su mandato se vio interrumpido el 5 de abril de 1992 debido al autogolpe de estado decretado por el dictador Alberto Fujimori. Cabanillas formó parte de la oposición al régimen fujimorista junto a los demás diputados disueltos que permanecían en el Colegio de Abogados de Lima.
Posteriormente buscó nuevamente su elección como congresista en las elecciones de 1995, sin éxito. Luego en el año 2010, Cabanillas reapareció en el ámbito político como candidato al Gobierno Regional de Cajamarca por el Partido Aprista en las elecciones regionales, quedando finalmente en el cuarto lugar de las preferencias.

## Fallecimiento
El 23 de noviembre del 2011, Gilberto Cabanillas falleció a los 67 años en la ciudad de Lima. Sus restos fueron en el Cementerio Jardines de la Paz.